# Juniperus drupacea
Juniperus drupacea là một loài thực vật hạt trần trong họ Cupressaceae. Loài này được Labill. mô tả khoa học đầu tiên năm 1791.